# Saint-Léons
Saint-Léons är en kommun i departementet Aveyron i regionen Occitanien i södra Frankrike. Kommunen ligger  i kantonen Vézins-de-Lévézou som ligger i arrondissementet Millau. År 2022 hade Saint-Léons 427 invånare.

## Befolkningsutveckling
Antalet invånare i kommunen Saint-Léons
Referens: INSEE

## Galleri

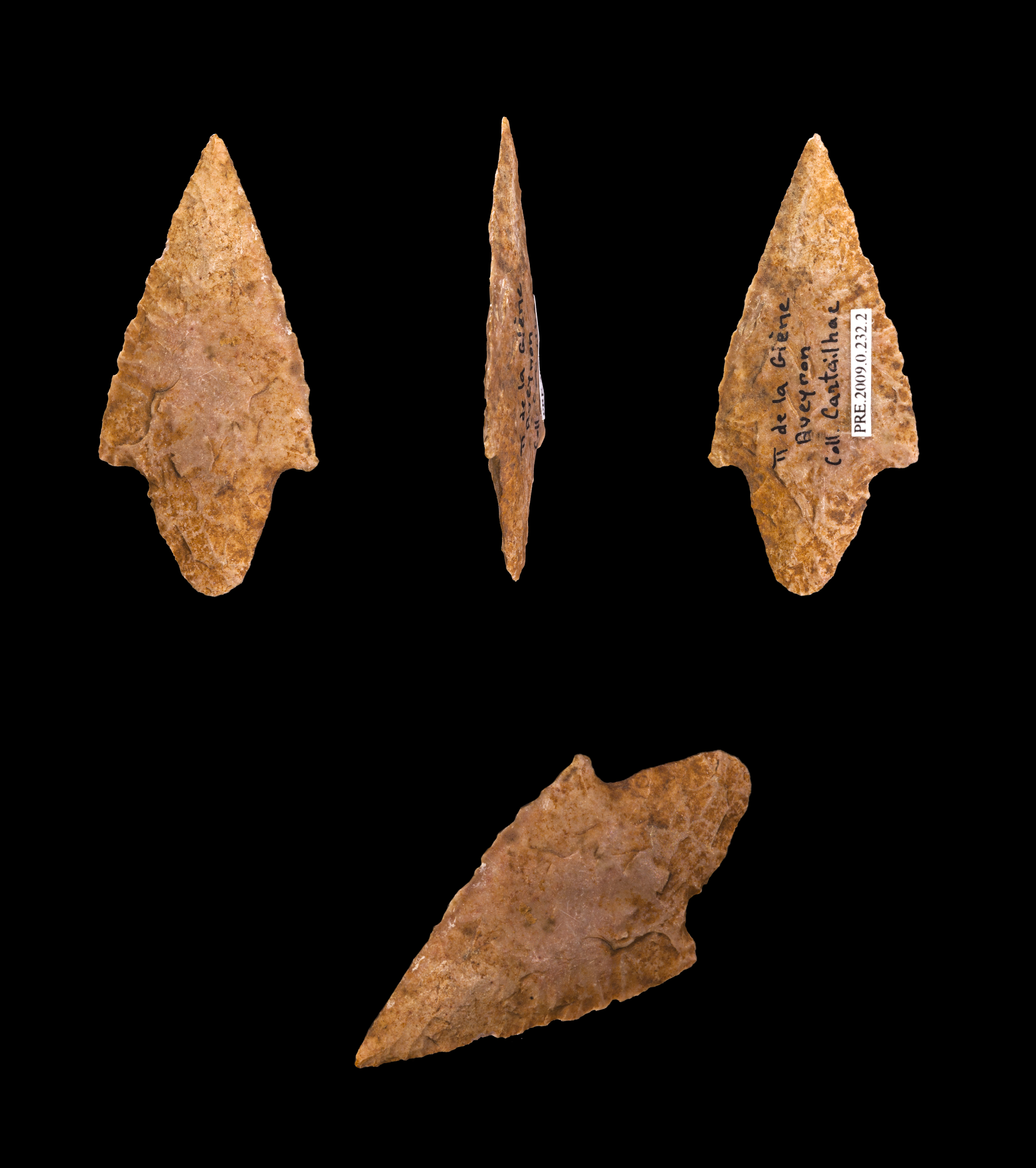
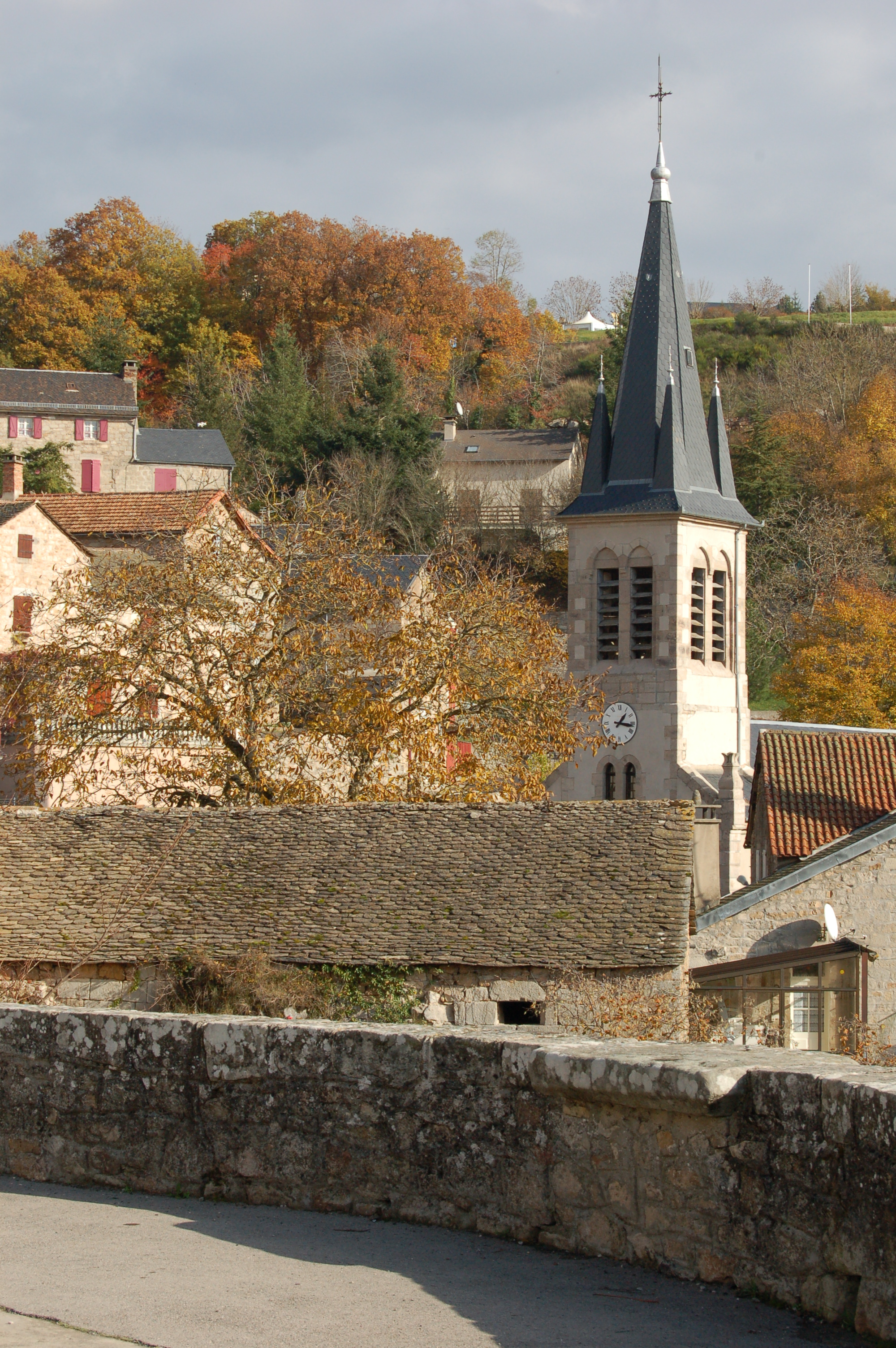
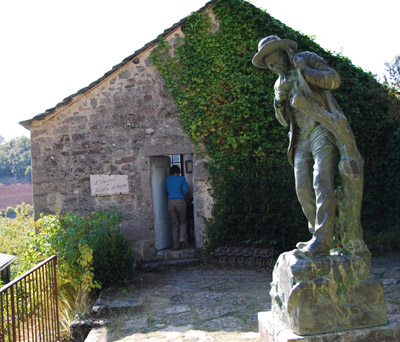